# Новікова Любов Олександрівна
Любов Олександрівна Новікова (нар. 4 грудня 1954, Пенза, СРСР) — професійний ботанік, доктор біологічних наук, професор, завідувач гербарієм, фахівець з рослинності лісостепової зони. Викладач Мордовського університету. 

## Біографія
Народилася в Пензі, закінчила місцеву середню школу № 11 в 1972 році, вступивши на біологічний факультет Мордовського державного університету ім. М. П. Огарьова за фахом «біолог, вчитель біології та хімії». Захистила дипломну роботу, присвячену рослинності ділянки лугових степів « Левжиській схил», що зберігся поруч з Саранським.
Після річного стажування поступила в очну аспірантуру при кафедрі геоботаніки біолого-грунтового факультету Ленінградського державного університету. Закінчила її в 1981 році, підготувавши кандидатську дисертацію «Динаміка лугових степів (на прикладі Козацького степу)». Робота була виконана в Центрально-Чорноземному заповіднику в Курській області і успішно захищена в 1982 році.
З 1981 по 1984 рік Любов Олександрівна працювала старшим науковим співробітником лабораторії інженерної геології при географічному факультеті Мордовського державного університету. За цей період нею були підготовлені три карти: грунтова, гранулометричного складу грунтів і геоботанічна, що охоплюють всю територію Мордовії.
У 1984 році перейшла на роботу на кафедру ботаніки Пензенського державного інституту, де працювала спочатку асистентом, потім старшим викладачем (з 1987 року) і доцентом (з 1991 року), отримавши звання доцента по кафедрі ботаніки в 1993 році.
З травня 2009 року Любов Новікова є завідувачем найбільшого в Поволжі Гербарію ім І. І. Спригіна («PKM»). Під її керівництвом була проведена робота по електронній каталогізації гербарію, були опубліковані п'ять частин «Каталогу рослин, що зберігаються в Гербарії ім. І. І. Спригіна».
У 2012 в Саратовському державному університеті Новікова успішно захистила докторську дисертацію по темі «Структура і динаміка трав'яної рослинності лісостепової зони на західних схилах Приволзької височини та шляхи її оптимізації». У тому ж році отримала посаду професора по кафедрі ботаніки, фізіології і біохімії рослин Пензенського державного університету.
Читає основні навчальні курси власної розробки «Ботаніка з основами фітоценології (систематика рослин)», «Біогеографія», а також спецкурси: «Геоботаніка», «Ботанічна географія», «Флора Пензенської області», «Рослинність Пензенської області», «Рослинність Середнього Поволжя». Новікова є членом спеціалізованої вченої ради при Пензенському державному технологічному університеті.
У 2009 році в зв'язку з сімдесятиріччям Педіституту Пензинського держуніверситету ім. В. Г. Бєлінського нагороджена медаллю «За багаторічну сумлінну працю» і почесною грамотою міністерства освіти і науки Російської Федерації.

## Суспільна діяльність
Любов Олександрівна Новікова є головою Пензенського відділення Російського ботанічного товариства. З 2006 року перебуває в обласній міжвідомчій комісіюї при уряді Пензенської області з питань, пов'язаних з порядком ведення регіональної Червоної книги. Член навчально-методичної комісії з позашкільної освіти при Міністерстві освіти Пензенської області.

## Наукові інтереси
Одним з основних напрямків наукових досліджень Новікової є вивчення структури і динаміки лугових степів. За останні 30 років вона проводить моніторингові дослідження в різних лісостепових заповідниках (Центрально-Чорноземному, «Приволзький лісостеп» та інших). Займається геоботанічним картуванням заповідників. Працює над питаннями збереження та відновлення лугових степів.
Іншим важливим напрямком досліджень є вивчення флори Пензенської області. Любов Олександрівна брала активну участь у створенні двох видань Червоної книги Пензенської області. Займається вивченням сучасного стану популяцій рідкісних і рослин, що охороняються. Ще одним з основних напрямків наукових досліджень Любові Олександрівни є створення сучасної системи особливо охоронюваних природних територій (ООПТ) в Пензенській області. Займається детальним вивченням існуючих ООПТ, організацією нових пам'ятників природи.
Брала участь в роботі трьох з'їздів Російського ботанічного товариства (1988, 2008, 2013), а також більш ніж в сотні інших конференцій різного рівня. Сама є одним з організаторів конференцій, в тому числі міжнародних, присвячених пам'яті Івана Івановича Спригіна. Любов Новікова підготувала до друку раніше не публіковані рукописи І. І. Спригіна, видавши їх окремою книгою, а також в матеріалах конференцій (2008, 2013). Всього ж Новіковою опубліковано понад 300 робіт, серед яких 11 книг, кілька десятків статей в Червоній книзі Пензенської області та ряду статей в Пензенській енциклопедії.

## Основні праці
- Новікова Л. А., Ямашкін А. А. Ґрунтова карта МАССР. М .: Союзгеофонд, 1984, № 32 — 81., 1/173 б.
- Новікова Л. А., Ямашкін А. А., Славкина Л. В. Карта гранулометричного складу грунтів МАССР. М .: Союзгеофонд, 1984, № 32 — 81, 1/173 в.
- Новикова Л. А., Отраднова Н. А. Я и мы. Лето в лагере: Научно-методические рекомендации для студентов пед. ин-тов. — Пенза : ПГПУ им. В.Г. Белинского, 1992. — С. 57. — (Экология и мы (Экологическое воспитание школьников))
- Новикова Л. А. Мониторинг травяных экосистем // Методика экологических мониторинговых исследований организмов, популяций, сообществ. Методические рекомендации / Сост. Г. Р. Дюкова, Л. А. Новикова, Л. И. Сдобнина и др. — Пенза : ПГПУ им. В. Г. Белинского, 1998. — С. 32 — 43.
- Новикова Л. А.  // Атлас Пензенской области. — М. : Дрофа, Д и К, 1998. — С. 20.
- Новикова Л. А.  // Атлас Пензенской области. — М. : Дрофа, Д и К, 1998. — С. 20.
- Пензенская лесостепь: учебное пособие по экологии для общеобразовательных учреждений / Сост.: А. А. Чистякова, Л. А. Новикова, П. И. Заплатин и др. — Пенза, 1999. — С. 176.
- Новикова Л. А.  // Биологическое разнообразие и динамика природных процессов в заповеднике «Приволжская лесостепь» : тр. ГПЗ «Приволжская лесостепь». — Пенза : Пензенский ЦНТИ, 1999. — Вип. 1. — С. 142—152..
- Новикова Л. А. Ардымский шихан. Болота низинные. «Кунчеровская степь» (с картой). Луга. Ольшанские склоны. «Островцовская лесостепь» (с картой). Попереченская степь (с картой). Растительность водная и прибрежно-водная. Степи. Степь Большой ендовы // Пензенская энциклопедия. — М. : Науч. изд-во «Большая Российская энциклопедия», 2001. — С. 25-26, 62, 284-285, 311-312, 415-416, 422-423, 488-489, 519, 585, 585-586.
- Красная книга Пензенской области / А. И. Иванов, А. А. Чистякова, Л. А. Новикова и др. — Пенза : ИПК «Пензенская правда», 2002. — 160 с.
- Пензенская лесостепь: Учебное пособие по экологии для общеобразовательных учреждений / Сост.: А. А. Чистякова, Л. А. Новикова, П. И. Заплатин, и др. — 2-ое издание. — Пенза : ИПК «Пензенская правда», 2002. — 184 с.
- Новикова Л. А. «Кунчеровская степь». «Попереченская степь». «Островцовская лесостепь» // Географический атлас Пензенской области: природа, население, хозяйство, культура. — Пенза : Облиздат, 2005. — С. 20.
- Новикова Л. А. Ботаническая география: Методические указания для студентов биологических специальностей. — Пенза : ПГПУ им В. Г. Белинского, 2008. — 44 с.
- Новикова Л. А.  // Известия Самарского научного центра РАН. — Самара : Самарский научный центр РАН, 2009. — № 1 (4). — С. 622 – 629.
- Новикова Л. А.  // Поволжский экологический журнал. — 2010. — Вип. 4. — С. 351 – 360.
- Красная книга Пензенской области / Сост.: А. И. Иванов, Л. А. Новикова, А. А. Чистякова и др. Под ред. А. И. Иванова. — 2-е издание. — Пенза : ИПК «Пензенская правда», 2013. — 300 с.